# Society for the Prevention of Calling Sleeping Car Porters "George"
 (mai 2024).

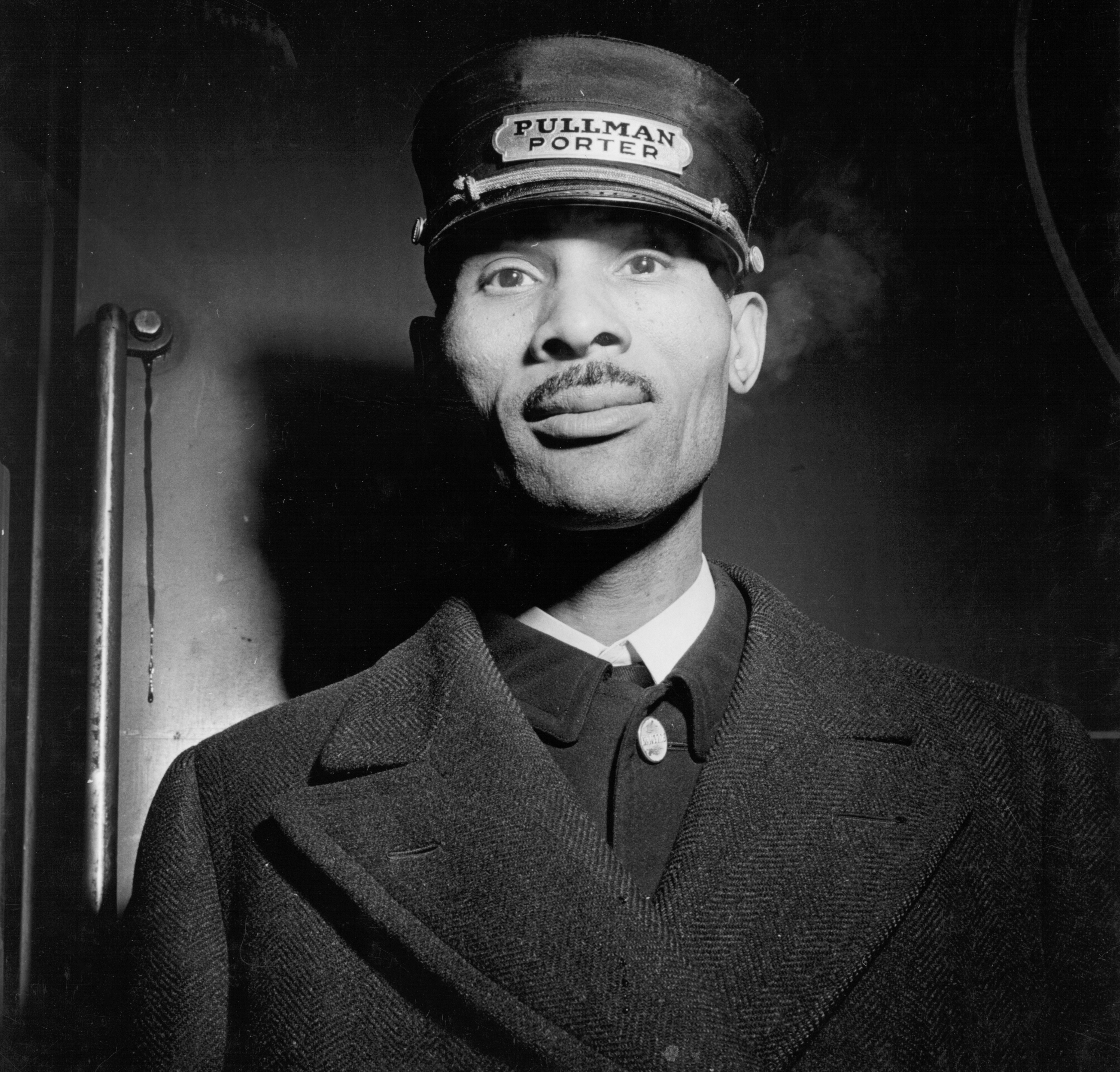
Un porteur de voiture-lits Pullman (1943).

La Society for the Prevention of Calling Sleeping Car Porters "George" (SPCSCPG, français : Société pour la prévention de l'appel des porteurs de voitures-lits « George ») a été fondée par plaisanterie par le baron du bois George W. Dulany en 1914,. L'adhésion était ouverte à tous ceux dont le prénom ou le nom était George. Ses premiers membres comprenaient l'amiral George Dewey, qui fut le premier président du groupe, et l'écrivain George Ade. Le secrétaire de Dulany a rempli et envoyé plus de 45 000 cartes de membre à des personnes nommées « George » à travers le monde, avant que Dulany ne se retire de la vie publique.

## Raisonnement
À l'époque, les porteurs de wagons-lits aux États-Unis étaient communément appelés « George », quel que soit leur nom réel. L'appellation vient peut-être du nom de George Pullman de la Pullman Company, qui fabriquait et exploitait autrefois une grande partie de toutes les voitures-lits en Amérique du Nord. Les porteurs étaient presque exclusivement noirs, et cette pratique dérivait vraisemblablement de l'ancienne coutume consistant à donner aux esclaves le nom de leurs maîtres, dans ce cas les porteurs étant considérés comme des serviteurs de George Pullman.
Bien que fondée comme une plaisanterie, elle a néanmoins eu des effets sur tous les porteurs. En 1926, le SPCSCPG persuada la société Pullman d'installer de petits supports dans chaque voiture, affichant une carte avec le prénom du porteur en service. Sur les 12 000 porteurs et serveurs travaillant alors pour Pullman, seuls 362 s'appelaient George.
À son apogée, la société revendiquait 31 000 membres, dont le roi George V du Royaume-Uni, le joueur de baseball américain George Herman "Babe" Ruth, le sénateur géorgien Walter F. George et l'homme politique français Georges Clemenceau,,.